# 한국선사문화연구원
한국선사문화연구원은 한국의 선사문화유적을 중심으로 한 고대 문화유적의 조사연구를 활성화하여 이를 통해 한민족의 정통성을 확립하고, 동북아시아에서의 한국 선사문화 위상을 정립하는데 기여하며, 문화유산의 효율적 보호 보존을 위하여 2005년 3월 29일 설립된 문화체육관광부 소관의 재단법인이다. 사무실은 충청북도 청주시 상당구 용암북로120번길 25 (용암동)에 있다.

## 주요 사업
- 선사문화유적 중심의 고대문화유산에 관한 학술조사연구 및 동 연구서 발간
- 문화유적 분포 및 지표조사
- 선사문화유적 중심의 고대문화유적 발굴조사 및 출토유물 과학적 보존처리